# Jacinto Machado
Jacinto Machado este un oraș în Santa Catarina (SC), Brazilia.